# 司马辅
司马辅（3世纪—284年12月8日），表字不詳，曹魏大臣太傅司马孚第三子，西晋宗室、官员。

## 生平
魏末年，为野王郡太守。晋武帝受禅建立西晋，封堂叔司马辅为勃海王，邑五千三百七十九户，泰始二年（266年）就国。母范氏尊为太妃，后去世。后为卫尉，出为东中郎将，转南中郎将，咸宁三年（277年）八月，徙为太原王，监并州诸军事。太康四年（283年）入朝，太康五年（284年）十一月薨，追赠镇北将军。谥号成。永平元年（291年），改赠卫将军、开府仪同三司。

## 家庭

### 母亲
- 范氏，生司马辅等三子[1]，卒於勃海國太妃任上（272-277）

### 兒子
- 司马泓（一作司马弘），嗣王位（《册府元龟》误作子司马铄嗣。司马铄实为司马泓子）。
- 司马辅的五弟下邳王司马晃有二子司马裒、司马绰，前者早死，后者身染重病，被另封为良城县王，而司马辅第三子司马韡被立为司马晃的嗣子。
- 司马辅的六弟高阳王司马珪死后无子，武帝诏命司马辅的儿子司马缉嗣爵。

## 延伸阅读
[在维基数据编辑]
 《晉書·卷037》，出自房玄齡《晉書》

| 前任： 無       | 晉朝勃海王 265年—277年 | 繼任： 无       |
| 前任： 侄司马颙 | 晉朝太原王 277年—284年 | 繼任： 子司马泓 |